# Lijst van personages uit Charmed
Dit is een lijst van personages uit de Amerikaanse televisieserie Charmed.

## Charmed Ones
De Charmed Ones zijn de drie hoofdpersonen uit de serie. Ze zijn drie heksen die samen een van de sterkste magische krachten ter wereld vormen.
Prudence "Prue" HalliwellDe oudste van de drie zussen Halliwell, met de gave van telekinese. Ze werd in seizoen 3 gedood door een handlanger van de Bron.
Piper HalliwellDe middelste van de originele Charmed Ones, met de kracht voorwerpen en mensen te bevriezen of op te blazen.
Phoebe HalliwellDe jongste van de originele Charmed Ones. Ze kan in de toekomst kijken, en later ook in het verleden. Ze had lange tijd een relatie met de demon Cole Turner.
Paige MatthewsDe halfzus van Prue, Piper en Phoebe, geboren uit een buitenechtelijke relatie van hun moeder, Patty. Ze voegt zich in seizoen vier bij Piper en Phoebe om zo de nieuwe Charmed Ones te vormen. Ze is deels lichtgids.

## Familie
De Charmed Ones komen uit een lange lijn van heksen en tovenaars.

### Voorouders
Penelope HalliwellDe grootmoeder van Prue, Piper, Phoebe en Paige. Ze is in de serie reeds overleden, maar haar geest keert geregeld terug om de Charmed Ones bij te staan.
Allen HalliwellDe eerste echtgenoot van Penelope, en de grootvader van Prue, Piper, Phoebe en Paige. Hij is tevens de vader van Patricia Halliwell. Hij was een sterveling die volledig accepteerde dat zijn vrouw een heks was. Hij en zijn vrouw waren hippies. Hij werd gedood door Robyn, een warlock en goede vriend van Penelope. Zijn dood maakte dat Penelope een geduchte demonenjager werd. Volgens Penelope lijkt Wyatt sterk op hem.
Patricia HalliwellDe moeder van Prue, Piper, Phoebe en Paige. Ze is gedood door een waterdemon toen haar kinderen nog jong waren.
Victor BennettDe vader van Prue, Piper en Phoebe. Hij scheidde van Patricia omdat hij niet goed overweg kon met haar leven als heks.
Samuel Wilderde lichtgids van Patricia Halliwell, en de vader van Paige.
Melinda WarrenEen verre voorouder van de Charmed Ones, en mogelijk de eerste heks uit hun familie.
Piper BaxterDe overgrootmoeder van de Charmed Ones. Ze is een vorig leven van Piper Halliwell. Ze was getrouwd met een man genaamd Gordon Johnson.
Pruedence BowenEen nicht van Pippy Baxter, en een vorig leven van Prue Halliwell.
Phoebe RussellEen nicht van Pippy Baxter, en een vorig leven van Phoebe Halliwell. Zij was geheim verliefd op een warlock genaamd Anton. Deze verleidde haar tot het kwaad waardoor haar familie gedwongen was haar te doden.

### Echtgenoten
Leo WyattDe lichtgids van de Charmed Ones, en Pipers echtgenoot. Hij wordt in de serie ook gepromoveerd tot Ouderling en verandert tijdelijk in een Avatar. Hierna verliest hij zijn krachten en wordt een sterveling.
CoopEen cupido en de echtgenoot van Phoebe. De twee ontmoeten elkaar in de aflevering "Engaged and Confused". Dat hij en Phoebe zouden trouwen werd per ongeluk onthuld door een toekomstige versie van Wyatt. Eerst was Phoebe bang dat deze liefde verboden zou worden door de Ouderlingen, maar uiteindelijk bleek dat niet het geval te zijn. Ze trouwden in de laatste aflevering van de serie.
Henry MitchellReclasseringsambtenaar en echtgenoot van Paige. Ze trouwen in het laatste seizoen. In de laatste aflevering wordt getoond dat ze in de nabije toekomst drie kinderen krijgen.

### Kinderen
Wyatt Matthews HalliwellDe eerste zoon van Piper en Leo. Hij heeft de krachten van zowel een heks als een lichtgids. Hij beschikt over veel verschillende krachten, waaronder de macht over excalibur.
Christopher "Chris" Perry HalliwellDe tweede zoon van Piper en Leo. Hij kwam als volwassene uit de toekomst naar het heden om de Charmed Ones te waarschuwen dat Wyatt ooit kwaadaardig zou worden, en slaagde erin dit te voorkomen.
Prudence Melinda HalliwellDe dochter van Leo en Piper. Ze werd voor het eerst gezien in de aflevering "Morality Bites", waarin een mogelijke toekomst van de Charmed Ones werd getoond. In deze toekomst was ze het eerste kind van Leo en Piper. Naderhand werd ze enkel nog even gezien in een flashforwardscène uit de laatste aflevering.
Dochters van PhoebeIn de flashforwardscènes van de laatste aflevering wordt getoond dat Phoebe en Coop drie dochters zullen krijgen. Hun namen worden niet onthuld. De oudste van deze drie dochters werd al eerder gezien in een visioen dat Phoebe kreeg van de Ziener over de utopie die de Avatars wilden maken.
Henry Mitchell Jr.De zoon van Paige en Henry. Hij wordt enkel gezien in de flashforwardscènes van de laatste aflevering, waarin Paige naar hem refereert als "kleine Henry".
Naamloze tweelingPaige en Henry krijgen ook twee dochters, wier namen niet worden onthuld in de serie.

### Kleinkinderen
Matthew HalliwellMogelijk de zoon van Wyatt of Chris. Hij werd gezien in de laatste aflevering.
Prudence HalliwellEen kleindochter van Piper en Leo. Zij wordt in de slotscène van de laatste aflevering gezien wanneer de oude Piper haar voorleest uit het Boek der Schaduwen.

## Vrienden en kennissen
Cole TurnerPhoebes voormalige vriend. Hij is in werkelijkheid de demon Belthazor. Later in de serie verkrijgt hij ook de kracht van de Bron, en wordt hij even een Avatar.
Inspecteur Andrew "Andy" TrudeauPrues eerste liefde. Hij was de eerste die het geheim van de Charmed Ones ontdekte, en gedurende seizoen 1 hun vaste hulp.
Agent Kyle Brodyeen mysterieuze federale agent die veel af weet van het bovennatuurlijke. Hij verscheen voor het eerst in seizoen 7. Zijn ouders werden vermoord door demonen toen Kyle nog een kind was. Zelf dacht hij lange tijd dat de Avatars erachter zaten, maar bij een reis naar het verleden leerde hij de waarheid kennen. Desondanks blijft hij achterdochtig over hun methodes. Hij doodt uiteindelijk zelfs een Avatar met behulp van een oud drankje, maar wordt zelf door deze Avatar dodelijk verwond. Na zijn dood wordt hij een lichtgids.
Billie JenkinsEen jonge heks die in seizoen 8 getraind wordt door Paige.
Darryl Morriseen politie-inspecteur die gedurende de eerste zeven seizoenen de Charmed Ones geregeld bijstaat.
Sheila MorrisDarryls vrouw die net als hij op de hoogte is van het geheim van de Charmed Ones.
Agent Murphyeen federale agent die in seizoen acht tijdelijk voor de Charmed Ones werkte. Hij hield hun nieuwe identiteiten schuil in ruil voor magische hulp bij bepaalde zaken. Hun werkrelatie stopte nadat de overheid geprobeerd had supersoldaten te maken met behulp van demonen.
Jason DeanTijdelijk de baas van de Bay Mirror, de krant waar Phoebe voor schrijft. Hij en Phoebe hadden gedurende een jaar een relatie. Hij is erg gebrand op zijn carrière. Hun relatie liep stuk omdat Phoebe altijd werkte om zo haar heksenleven voor hem geheim te houden.
Drake Dèmoneen demon die nog nooit een onschuldig iemand had gedood, en die dankzij Cole een tovenaar leerde kennen die hem menselijk kon maken. Hij werkte op de magieschool tot hij om het leven kwam.
Elder Odineen machtige Ouderling.
Elise RothmanPhoebes baas en redacteur bij de Bay Mirror. Ze lijkt erg hard, maar geeft wel om haar personeel. Toen de Charmed Ones hun dood in scène hadden gezet, gaf ze toe dat Phoebe haar beste vriendin was.
Jack Sheridaneen college van Prue bij het Bucklands veilinghuis. Hij heeft een tweelingbroer genaamd Jeff.
Leslie St. Claireeen ghostwriter voor Phoebes column.En later ook een soort van vriendje voor Phoebe.
Elder Sandraeen vrouwelijke Ouderling die doorgaans altijd op goede voet staat met de Charmed Ones, zelfs wanneer ze chaos veroorzaken bij het bevechten van demonen. Ze geeft de zussen ook vaak advies.
Dan Gordonde buurman van de zussen Halliwell. Hij is een voormalige honkbalspeler voor de Seattle Mariners, en heeft een tijdje in de bouw gewerkt. Hij heeft tijdelijk een relatie met Piper, die echter stukloopt daar hij weet dat ze iets voor hem verbergt. Hij voelt zich ook ongemakkelijk in Leo's bijzijn. Hij verhuisd uiteindelijk naar Portland om daar een nieuwe baan te accepteren.
Jenny Gordonhet nichtje van Dan, en een tijdje het buurmeisje van de zussen Halliwell.
Richard Montanaeen lid uit een oude familie van heksen, die door een vloek zijn magie niet langer mag gebruiken. Hij was tijdelijk de vriend van Paige.

## Overig
De Engel des doodseen personificatie van de dood, die de zielen van overledenen naar het hiernamaals begeleid. Hij is zowel een bondgenoot als tegenstander van de Charmed Ones.
Avatar Betaeen van de Avatars. Ze wordt gedood door agent Kyle.
Avatar Gammaeen van de Avatars
Avatar Alphaeen van de Avatars